# Prochloroperazyna
Prochloroperazyna, prochlorperazyna – organiczny związek chemiczny, piperazynowa pochodna fenotiazyny, lek przeciwpsychotyczny starej generacji wykazujący bardzo słabe działanie uspokajające, słabe przeciwpsychotyczne, natomiast silne działanie przeciwwymiotne. Hamuje lub znosi nudności oraz czkawkę.
Prochloroperazyna odznacza się wysoką toksycznością. Ryzyko wywołania agranulocytozy, leukopenii oraz żółtaczki. Dość często wywołuje objawy pozapiramidowe.
Obecnie prochloroperazyna jest bardzo rzadko stosowana w psychiatrii. Niekiedy używana jako lek przeciwwymiotny, również coraz rzadziej.

## Preparaty dostępne w Polsce
Lista leków zawierających prochloroperazynę dopuszczonych do obrotu w Polsce (stan na 1 stycznia 2022 r.):
- Chloropernazinum (dimaleinian prochloroperazyny)